# Lee Westwood
Lee John Westwood (født 24. april 1973 i Worksop, England) er en engelsk golfspiller, der (pr. september 2010) står noteret for 32 sejre gennem sin professionelle karriere. Hans bedste resultat i en Major-turnering er en 2. plads, som han opnåede i 2010 ved både US Masters og British Open.
Westwood har hele 10 gange, i 1997, 1999, 2002, 2004, 2006, 2008, 2010, 2012, 2014 og 2016 repræsenteret det europæiske hold ved Ryder Cup. Syv af de 10 gange er det endt med sejr.
Westwood vil under Ryder Cup 2018 være vicekaptajn, sammen med Padraig Harrington, Luke Donald, Graeme McDowell og Robert Karlsson.